# Săcălaz
Săcălaz é uma comuna romena localizada no distrito de Timiș, na região histórica do Banato (parte da Transilvânia). A comuna possui uma área de 112.33 km² e sua população era de 7204 habitantes segundo o censo de 2011.

## População
| 2002 | 2011 |
| 6273 | 7204 |